# Campo quadratico
In teoria algebrica dei numeri, un campo quadratico è un campo di numeri algebrico {\displaystyle K} di grado due sul campo dei razionali {\displaystyle \mathbb {Q} }. La funzione {\displaystyle d\mapsto \mathbb {Q} ({\sqrt {d}})} è una biiezione dall'insieme di tutti gli interi privi di quadrati {\displaystyle d\neq 0,1} all'insieme di tutti i campi quadratici. Se {\displaystyle d>0,} il campo quadratico corrispondente è chiamato campo quadratico reale, se {\displaystyle d<0} il campo quadratico corrispondente è detto campo quadratico complesso o campo quadratico immaginario, a seconda del fatto che sia o meno un sottocampo del campo dei numeri reali.
I campi quadratici sono stati inizialmente studiati come parte della teoria delle forme quadratiche binarie. Anche se la teoria dei campi quadratici è stata ampiamente studiata, alcuni problemi restano ancora irrisolti. Il problema del numero di classe è uno dei più importanti.

## Anello degli interi
GLi elementi dell'anello degli interi di un campo quadratico sono detti interi quadratici. Si consideri un campo quadratico {\displaystyle \mathbb {Q} ({\sqrt {D}}),} con {\displaystyle D} un intero privo di quadrati. Questo non è restrittivo in quanto {\displaystyle {\sqrt {a^{2}D}}=a{\sqrt {D}}}, per ogni intero positivo {\displaystyle a,} implica {\displaystyle \mathbb {Q} ({\sqrt {D}})=\mathbb {Q} ({\sqrt {a^{2}D}}).}
Ogni intero quadratico può essere scritto nella forma {\displaystyle a+b\omega ,} con {\displaystyle a,b\in \mathbb {Z} } e
{\displaystyle \omega ={\begin{cases}{\sqrt {D}},&{\text{se }}D\equiv 2,3{\pmod {4}},\\{{1+{\sqrt {D}}} \over 2},&{\text{se }}D\equiv 1{\pmod {4}}.\end{cases}}}
Poiché {\displaystyle D} è privo di quadrati, il caso {\displaystyle D\equiv 0{\pmod {4}}} non può verificarsi.

## Discriminante
Per un intero privo di quadrati non nullo {\displaystyle d,} il discriminante del campo quadratico {\displaystyle K=\mathbb {Q} ({\sqrt {d}})} è {\displaystyle d} se {\displaystyle d\equiv 1{\bmod {4}},} e {\displaystyle 4d} altrimenti. Ad esempio, se {\displaystyle d=-1,} allora {\displaystyle K} è il campo dei razionali gaussiani e il discriminante è {\displaystyle -4.} La ragione di tale distinzione è che l'anello degli interi di {\displaystyle K} è generato da {\displaystyle {\tfrac {1}{2}}(1+{\sqrt {d}})} nel primo caso e da {\displaystyle {\sqrt {d}}} nel secondo.
L'insieme dei discriminanti dei campi quadratici è esattamente l'insieme dei discriminanti fondamentali.

## Fattorizzazione di primi come prodotto di ideali
Qualsiasi numero primo {\displaystyle p} dà luogo a un ideale {\displaystyle p{\mathcal {O}}_{K}} nell'anello degli interi {\displaystyle {\mathcal {O}}_{K}} di un campo quadratico {\displaystyle K.} Dalla teoria generale della fattorizzazione degli ideali primi nelle estensioni di Galois, segue che si possono avere solo i seguenti casi:
{\displaystyle p} è inerte
L'ideale {\displaystyle p{\mathcal {O}}_{K}} è un ideale primo.
L'anello quoziente è il campo finito con {\displaystyle p^{2}} elementi: {\displaystyle {\mathcal {O}}_{K}/p{\mathcal {O}}_{K}=\mathbb {F} _{p^{2}}.}
{\displaystyle p} si spezza
L'ideale {\displaystyle p{\mathcal {O}}_{K}={\mathfrak {p}}_{1}{\mathfrak {p}}_{2}} è un prodotto di due distinti ideali primi {\displaystyle {\mathfrak {p}}_{1}} e {\displaystyle {\mathfrak {p}}_{2}} di {\displaystyle {\mathcal {O}}_{K}.}
L'anello quoziente è il prodotto {\displaystyle {\mathcal {O}}_{K}/p{\mathcal {O}}_{K}=\mathbb {F} _{p}\times \mathbb {F} _{p}.}
{\displaystyle p} è ramificato
L'ideale {\displaystyle p{\mathcal {O}}_{K}={\mathfrak {p}}^{2}} è il quadrato di un ideale primo {\displaystyle {\mathfrak {p}}} di {\displaystyle {\mathcal {O}}_{K}.}
L'anello quoziente contiene elementi nilpotenti diversi da zero.
Il terzo caso si verifica se e solo se {\displaystyle p} divide il discriminante {\displaystyle D.} Il primo e il secondo caso si verificano quando il simbolo di Kronecker {\displaystyle \left({\frac {D}{p}}\right)} è uguale a {\displaystyle -1} e {\displaystyle +1,} rispettivamente. Ad esempio, se {\displaystyle p} è un numero primo dispari che non divide {\displaystyle D,} allora {\displaystyle p} si spezza se e solo se {\displaystyle D} è un quadrato modulo {\displaystyle p.} I primi due casi hanno, in un certo senso, uguale probabilità di verificarsi per {\displaystyle p} che varia tra i numeri primi, vedere teorema di densità di Chebotarev.
La legge della reciprocità quadratica implica che il comportamento della fattorizzazione di un primo {\displaystyle p} in un campo quadratico dipende solo da {\displaystyle p} modulo {\displaystyle D,} dove {\displaystyle D} è il discriminante di campo.

## Gruppo di classe
Il gruppo delle classi di un'estensione quadratica di campi può essere determinato utilizzando il limite di Minkowski e il simbolo di Kronecker a causa della finitezza del gruppo delle classi. Un campo quadratico {\displaystyle K=\mathbb {Q} ({\sqrt {d}})} ha discriminante
{\displaystyle \Delta _{K}={\begin{cases}d,&{\text{se }}d=4k+1,\\4d,&{\text{se }}d=4k+2{\text{ oppure }}4k+3.\end{cases}}}
quindi il limite di Minkowski è
{\displaystyle M_{K}={\begin{cases}{\frac {2}{\pi }}{\sqrt {|d|}},&{\text{se }}d<0{\text{ e }}d=4k+1,\\{\frac {4}{\pi }}{\sqrt {|d|}},&{\text{se }}d<0{\text{ e }}d=4k+2{\text{ oppure }}4k+3,\\{\frac {1}{2}}{\sqrt {|d|}},&{\text{se }}d>0{\text{ e }}d=4k+1,\\{\sqrt {|d|}},&{\text{se }}d>0{\text{ e }}d=4k+2{\text{ oppure }}4k+3.\\\end{cases}}}
Quindi il gruppo delle classi ideali è generato dagli ideali primi la cui norma è inferiore a {\displaystyle M_{K}.} Questi possono essere determinati osservando la scomposizione degli ideali {\displaystyle p{\mathcal {O}}_{K}} per i primi {\displaystyle p\in \mathbb {Z} } con {\displaystyle |p|<M_{k}} pagina 72. Queste scomposizioni possono essere trovate usando il teorema di Kummer-Dedekind.

## Sottocampi quadratici di campi ciclotomici

### Il sottocampo quadratico del campo ciclotomico primo
Un classico esempio di costruzione di un campo quadratico è prendere l'unico sottocampo quadratico all'interno del campo ciclotomico generato da una radice primitiva {\displaystyle p}-esima dell'unità, con {\displaystyle p} un numero primo dispari. L'unicità è una conseguenza della teoria di Galois: c'è un unico sottogruppo di indice 2 nel gruppo di Galois su {\displaystyle \mathbb {Q} .} Il discriminante del campo quadratico è {\displaystyle p} per {\displaystyle p\equiv 1{\bmod {4}}} e {\displaystyle -p} per {\displaystyle p\equiv 3{\bmod {4}}.} Infatti {\displaystyle p} è l'unico primo che ramifica nel campo ciclotomico, quindi {\displaystyle p} è l'unico primo che può dividere il discriminante del campo quadratico. Ciò esclude gli "altri" discriminanti {\displaystyle -4p} e {\displaystyle 4p} rispettivamente.

### Altri campi ciclotomici
Gli altri campi ciclotomici hanno gruppi di Galois con 2-torsione aggiuntiva e quindi contengono almeno tre campi quadratici. In generale un campo quadratico con discriminante {\displaystyle D} può essere ottenuto come sottocampo di un campo ciclotomico di {\displaystyle D}-esime radici dell'unità. Ciò esprime il fatto che il conduttore di un campo quadratico è il valore assoluto del suo discriminante, un caso speciale della formula conduttore-discriminante.

## Ordini di campi quadratici con discriminante piccolo
La tabella seguente mostra alcuni ordini di discriminante piccolo di campi quadratici. L'ordine massimale di un campo di numeri algebrico è il suo anello degli interi e il discriminante dell'ordine massimale è il discriminante del campo. Il discriminante di un ordine non massimale è il prodotto del discriminante dell'ordine massimale corrispondente per il quadrato del determinante della matrice che esprime una base dell'ordine non massimale su una base dell'ordine massimale.
Per gli anelli degli interi reali quadratici, il numero delle classi ideale, che misura il fallimento della fattorizzazione unica, è dato in OEIS A003649; per il caso immaginario, sono forniti in OEIS A000924.
| Ordine                                            | Discriminante | Numero di classe | Unità                                                                         | Commenti                                                            |
| ------------------------------------------------- | ------------- | ---------------- | ----------------------------------------------------------------------------- | ------------------------------------------------------------------- |
| {\displaystyle \mathbb {Z} [{\sqrt {-5}}]}        | −20           | 2                | ± 1                                                                           | Classi ideali {\displaystyle (1),(2,1+{\sqrt {-5}})}                |
| {\displaystyle \mathbb {Z} [(1+{\sqrt {-19}})/2]} | −19           | 1                | ± 1                                                                           | Dominio ad ideali principali, non euclideo                          |
| {\displaystyle \mathbb {Z} [2{\sqrt {-1}}]}       | −16           | 1                | ± 1                                                                           | Ordine non massimale                                                |
| {\displaystyle \mathbb {Z} [(1+{\sqrt {-15}})/2]} | −15           | 2                | ± 1                                                                           | Classi ideali {\displaystyle (1),(2,(1+{\sqrt {-15}})/2)}           |
| {\displaystyle \mathbb {Z} [{\sqrt {-3}}]}        | −12           | 1                | ± 1                                                                           | Ordine non massimale                                                |
| {\displaystyle \mathbb {Z} [(1+{\sqrt {-11}})/2]} | −11           | 1                | ± 1                                                                           | euclideo                                                            |
| {\displaystyle \mathbb {Z} [{\sqrt {-2}}]}        | −8            | 1                | ± 1                                                                           | euclideo                                                            |
| {\displaystyle \mathbb {Z} [(1+{\sqrt {-7}})/2]}  | −7            | 1                | ± 1                                                                           | Interi kleiniani                                                    |
| {\displaystyle \mathbb {Z} [{\sqrt {-1}}]}        | −4            | 1                | {\displaystyle \pm 1,\pm i} ciclico di ordine 4                               | Interi gaussiani                                                    |
| {\displaystyle \mathbb {Z} [(1+{\sqrt {-3}})/2]}  | −3            | 1                | {\displaystyle \pm 1,(\pm 1\pm {\sqrt {-3}})/2}                               | Interi di Eisenstein                                                |
| {\displaystyle \mathbb {Z} [{\sqrt {-21}}]}       | -84           | 4                |                                                                               | Gruppo delle classi non ciclico ({\displaystyle C_{2}\times C_{2}}) |
| {\displaystyle \mathbb {Z} [(1+{\sqrt {5}})/2]}   | 5             | 1                | {\displaystyle \pm ((1+{\sqrt {5}})/2)^{n}} (norma {\displaystyle (-1)^{n}})  |                                                                     |
| {\displaystyle \mathbb {Z} [{\sqrt {2}}]}         | 8             | 1                | {\displaystyle \pm (1+{\sqrt {2}})^{n}} (norma {\displaystyle (-1)^{n}})      |                                                                     |
| {\displaystyle \mathbb {Z} [{\sqrt {3}}]}         | 12            | 1                | {\displaystyle \pm (2+{\sqrt {3}})^{n}} (norma 1)                             |                                                                     |
| {\displaystyle \mathbb {Z} [(1+{\sqrt {13}})/2]}  | 13            | 1                | {\displaystyle \pm ((3+{\sqrt {13}})/2)^{n}} (norma {\displaystyle (-1)^{n}}) |                                                                     |
| {\displaystyle \mathbb {Z} [(1+{\sqrt {17}})/2]}  | 17            | 1                | {\displaystyle \pm (4+{\sqrt {17}})^{n}} (norma {\displaystyle (-1)^{n}})     |                                                                     |
| {\displaystyle \mathbb {Z} [{\sqrt {5}}]}         | 20            | 2                | {\displaystyle \pm ({\sqrt {5}}+2)^{n}} (norma {\displaystyle (-1)^{n}})      | Ordine non massimale                                                |

Alcuni di questi esempi sono elencati in Artin, Algebra (2ª ed.), §13.8.